# フィオンドゥ・カベンゲリ
フィオンドゥ・ツィマンガ・カベンゲリ（Mfiondu Tshimanga Kabengele、1997年8月14日-）は、カナダ・オンタリオ州バーリントン出身のバスケットボール選手。ポジションはPF。

## 経歴

### 大学でのキャリア
フロリダ州立大学入学当初はあまり評価を受けていなかったカベンゲリは、最初の1年をレッドシャツ(選手資格を延長するために留年し、試合に出ない)で過ごす。翌シーズン平均7.2得点・4.6リバウンドとチームのエリート8進出に貢献。ソフォモア(2年生)シーズンには13.2得点・5.9リバウンド・1.5ブロックを叩き出し、ベンチ出場にもかかわらずチームの得点王となる。もちろんACC内の6thマンオブザイヤーを受賞。NCAAトーナメントでは平均17.0得点・8.0リバウンド・2.0ブロックをマーク。2019年4月9日に、あと2年プレーできたもののNBAドラフトに参加することを発表した。

### プロ選手としてのキャリア

#### クリッパーズでのデビュー(2019-2021)
2019年6月20日にブルックリン・ネッツから全体で27位指名を受け、2019年の全体59位指名権・2020年のドラフト1巡と交換で、ロサンゼルス・クリッパーズとのトレードが発表。7月9日に契約が正式に成立した。デビュー戦は10月24日のウォリアーズ戦で、3得点1リバウンド1ブロック。11月16日にはキャリア初の10得点・2リバウンドでホークス戦にいずれも勝利。その後Gリーグのアグアカリエンテ・クリッパーズでプレーをし38得点を記録したゲームも見られた。
2021年3月22日、2022年の2巡目指名権を引き換えにサクラメント・キングスへトレードされ、3日後に解雇された。

#### Gリーグが主戦場へ (2021-2023)
2021年4月10日にクリーブランド・キャバリアーズと10日間契約を結んだあと21日に2度目の10日間契約。5月1日に複数年契約を勝ち取ったカベンゲリは同月9日のマーベリックス戦にてキャリアハイとなる23分出場・14得点(FG5/7・3PT1-2)を記録したものの、翌シーズン開始前の10月12日に解雇をされる。
2021年10月17日にヒューストン・ロケッツと契約するも早期解雇の憂き目に遭い、Gリーグのリオグランデバレー・バイパーズに所属。
2022年7月16日には、サマーリーグでのプレーが評価されボストン・セルティックスとツーウェイ契約を結びGリーグの週間最優秀選手にも選出。Gリーグの週間最優秀選手にも選出。オールNBAGリーグ2ndチーム・NBAGリーグオールディフェンシブチームにも選出された。

#### 心機一転のヨーロッパ行き(2023-)

##### AEK BC(2023)～レイェ・ヴェネツィア(2023-2025)
2023年8月13日、ギリシャ・バスケットリーグとバスケットボール・チャンピオンズリーグに所属するAEKアテネ B.C.へ加入。リーグ戦では6試合に出場し、1試合平均20.0分の出場で、14.0得点、8.0リバウンド、1.2ブロック、フィールドゴール成功率65.2パーセント、バスケットボール・チャンピオンズリーグでは4試合に出場し、1試合平均16.3分の出場で、10.5得点、6.3リバウンド、1.5ブロック、1.0スティールという成績を残したが、12月26日にチームとの契約解除が発表され、発表から1時間後にはレイェ・ヴェネツィアへの移籍が発表されている。レイェ・ヴェネツィアでは2023-24シーズン終了後チームと再契約をし、合計2シーズンを過ごした。

##### BCドバイ(2025-)
2025年7月19日、ABAリーグに所属し、2025-26シーズンからユーロリーグに参加するBCドバイへの加入が発表された。契約期間は2年。

## スタッツ

### NBA

#### レギュラーシーズン
| シーズン | チーム | GP | GS | MPG  | FG%  | 3P%  | FT%   | RPG | APG | SPG | BPG | PPG |
| -------- | ------ | -- | -- | ---- | ---- | ---- | ----- | --- | --- | --- | --- | --- |
| 2019–20  | LAC    | 12 | 0  | 5.3  | .438 | .450 | 1.000 | .9  | .2  | .2  | .2  | 3.5 |
| 2020–21  | LAC    | 23 | 0  | 4.1  | .281 | .222 | .833  | .6  | .2  | .1  | .1  | 1.2 |
| 2020–21  | CLE    | 16 | 0  | 11.6 | .421 | .281 | .786  | 2.9 | .8  | .4  | .6  | 4.3 |
| 2022–23  | BOS    | 4  | 0  | 9.0  | .286 | .000 | 1.000 | 2.5 | .0  | .5  | .0  | 1.5 |
| 通算     | 通算   | 55 | 0  | 6.9  | .383 | .301 | .852  | 1.5 | .3  | .2  | .3  | 2.6 |

### カレッジ
| シーズン | チーム       | GP | GS | MPG  | FG%  | 3P%  | FT%  | RPG | APG | SPG | BPG | PPG  |
| -------- | ------------ | -- | -- | ---- | ---- | ---- | ---- | --- | --- | --- | --- | ---- |
| 2016–17  | フロリダ州立 | 34 | 0  | 14.8 | .491 | .385 | .657 | 4.6 | .3  | .4  | .9  | 7.2  |
| 2017–18  | フロリダ州立 | 37 | 0  | 21.6 | .502 | .369 | .761 | 5.9 | .3  | .6  | 1.5 | 13.2 |
| 通算     | 通算         | 71 | 0  | 18.3 | .498 | .374 | .724 | 5.3 | .3  | .5  | 1.2 | 10.3 |

## 人物・エピソード
両親のツィロンゴ・ツィマンガ夫婦はコンゴ民主共和国生まれだが、教育的理由でカナダへ移住。母型の叔父はNBAで18年間プレーをしたディケンベ・ムトンボ。フロリダ州立大学では国際学を専攻し、フランス語が堪能である。

## プレースタイル
AEKアテネとヴェネツィアでプレーした2023-2024シーズンには国内リーグ戦で6度のダブル・ダブルを記録しており、ヴェネツィアでヘッドコーチを務めているネヴェン・スパヒヤからは自分が指導してきた選手の中で最高のセンターの1人であると称賛を受けており、リバウンド力の高い選手である。